# .hu
.hu ist die länderspezifische Top-Level-Domain (ccTLD) Ungarns. Sie wurde am 7. November 1990 eingeführt und wird von der Vereinigung ungarischer Internet Service Provider (Council of Hungarian Internet Providers, kurz CHIP) betrieben.

## Geschichte
Zunächst konnten nur Bürger und Unternehmen mit Sitz im Land eine .hu-Domain anmelden. Ausländische Interessenten wurden nur zugelassen, wenn sie ihren dauerhaften Wohnsitz in Ungarn hatten oder eine Marke dort angemeldet war. Im März 2005 liberalisierte die Vergabestelle ihre Kriterien: Seitdem darf jede natürliche oder juristische Person aus der Europäischen Union eine .hu-Domain registrieren.
Im Vergleich zu anderen Top-Level-Domains veröffentlichte die Vergabestelle alle angemeldeten .hu-Domains. Sie hielt die Neuanmeldung zunächst für zwei Wochen zurück, um einen Widerspruch gegen die Anmeldung zu ermöglichen. Im Juli 2011 hat die Vergabestelle auch diese Hürde abgeschafft, wohingleich alle neu angemeldeten .hu-Domains nur nachträglich öffentlich bekannt gemacht werden.
Die Top-Level-Domain gehört zu den beliebtesten Adressen weltweit.

## Richtlinie
Die Vergabekriterien schreiben vor, dass eine .hu-Domain zwischen zwei und 40 Stellen lang sein kann. Neben alphanumerischen Zeichen können alle Kleinbuchstaben des ungarischen Alphabets genutzt werden. Privatpersonen müssen bei der Anmeldung ihre Ausweisnummer, Unternehmen die Umsatzsteuernummer angeben. Interessenten außerhalb der Europäischen Union müssen nachweisen, dass sie in Ungarn eine Marke oder ein Patent angemeldet haben.